# 大田原高清
大田原 高清（おおたわら たかきよ）は、下野大田原藩の第3代藩主。

## 略歴
寛永14年（1637年）、第2代藩主・政清の長男として生まれる。万治4年（1661年）、父の死去により家督を継いだ。このとき、弟の為清に1000石を分与したため、大田原藩は1万1400石となる。同年12月28日に叙任する。しかし延宝5年（1677年）9月25日、家臣の大田原主水との対立を将軍・徳川家綱より咎められて、命令により半ば強制的に養子の典清に家督を譲って隠居することとなった。同年、官位を山城守から織部正に改める。元禄3年（1690年）、材庵電染を開山として全超寺を創建する。
元禄11年（1698年）6月11日に死去した。享年62。

## 系譜
父母
- 大田原政清（父）
- 織田長政の娘（母）

正室
- 牧野定成の娘

子女
- 大田原典清正室

養子
- 大田原典清 ー 織田政時の長男